# Raphy Leavitt
 (août 2015).
Si vous disposez d'ouvrages ou d'articles de référence ou si vous connaissez des sites web de qualité traitant du thème abordé ici, merci de compléter l'article en donnant les références utiles à sa vérifiabilité et en les liant à la section « Notes et références ».
Pour les articles homonymes, voir Leavitt.
Rafael Angel Leavitt Rey dit Raphy Leavitt, né le 17 septembre 1948 à San Juan (Porto Rico) et mort le 5 août 2015 à Miami (Floride), est un compositeur portoricain et le fondateur du groupe de salsa « La Selecta ».

## Biographie
Raphy Leavitt, est le deuxième enfant d'une famille qui en comptera quatre. Lui et ses frères sont devenus orphelins très jeunes et ont été élevés par leur tante à Puerta de Tierra, l'un des bidonvilles de San Juan.  
Il a étudié à l'école privée San Agustin, et pris des cours à l'Académie d'accordéon et joué dans un orchestre d'accordéons.
Au lycée, il obtient son baccalauréat d'administrateur en entreprise.

## Début de carrière
Il débute en tant que musicien professionnel au sein du « Combo Los Reyes ».
En 1966, il fonde le groupe Los Señoriales qui devient ensuite La Banda Latina.
En 1970, Il fonde un groupe dont la mission est de véhiculer un message positif, social et même philosophique,
avec un son mettant en avant le trombone (popularisé par Willie Colón), mais avec l'ajout de trompettes pour donner plus d'élégance au son.  
Il a composé des chansons pour ce nouveau groupe, qu'il a appelé « La Selecta ».
Le groupe se compose à ses débuts des membres suivants :
- Raphy Leavitt (fondateur, pianiste, directeur musical, compositeur et arrangeur)
- Sammy Marrero (chanteur, né à Coamo)
- Luisito Maisonet (trompettiste)
- Richard López y Franky León (trombonistes)
- Jimmy Sánchez (bassiste)
- Nelson Ramos (timbalero)
- William “Kidland” Marcano (conguero)
- Felipe “Felo” Román (bongosero)
- Carlos “Cao” Sánchez ("roady")

Influencé par la musique Jibaro, le chant de Sammy Marrero a une intonation dramatique, particulièrement sur la chanson La Cuna Blanca.

## Tragédie et naissance de la chansonLa Cuna Blanca
La Cuna Blanca (« le berceau blanc ») est une chanson (cha-cha-cha-cha) qui fait suite à une tragédie dans la vie des membres du groupe de salsa portoricain La Selecta.
Le 28 octobre 1972, cinq membres du groupe ont eu un tragique accident, lors d'un voyage entre New York et le Connecticut, où ils devaient donner un concert. 
Lors de cet accident sont décédés Jesús Ruiz, le conducteur du véhicule, et Luisito Maisonet, le trompettiste du groupe. Raphy Leavitt a été proche de la mort après avoir subi une commotion cérébrale qui l'a tenu dans un état de semi-inconscience pendant quatre mois. Il a aussi et une grave fracture à la hanche qui a nécessité six mois d'hospitalisation. Richard Lopez, le tromboniste, a été opéré sur une fracture du fémur gauche et est sorti de l'hôpital après trois mois de traitements. Franky Leon, le tromboniste, et William Marcano, le conguero, ont été traités pour des fractures au genou et à la main, respectivement.
Durant les quatre premiers mois de l'hospitalisation, le Docteur Gary Gallo, médecin responsable d'une équipe de neuf spécialistes affectés à Raphy Leavitt, leur a interdit d'informer son patient de la mort de Luisito, car cela risquait de le traumatiser à vie.
Raphy Leavitt qui est resté plusieurs semaines couché dans son lit d'hôpital, a fait une série de rêves et de visions émotionnellement forts, qui l'ont aidé à accepter la réalité de ce tragique événement.
Il a rêvé d'un berceau blanc, une vision qu'il ne pouvait pas comprendre parce qu'il ignorait ce qui s'était passé. 
Il a aussi vu Luisito en rêve, habillé en uniforme noir, alors que le reste du groupe portait des habits brillants;
plongé dans un profond sommeil, il a rêvé d'être réveillé par le bruit d'une trompette brillante, et entendre Luisito lui dire : « Maintenant, je vais t'aider, je suis un esprit ».
En février 1973, en regardant tomber la neige par la fenêtre de sa chambre d'hôpital, Raphy a commencé à composer des vers d'adieu. La Cuna Blanca est une description métaphorique du cercueil.
La chanson a été incluse dans l'album Soy Jibaro pour lequel le groupe obtint un second disque d'or.
À Porto Rico ainsi qu'ailleurs, La Cuna Blanca est devenu un hymne populaire que les gens interprètent lors des funérailles de leurs proches, ou dédicacent sur les stations de radio après le décès d'un proche.
La chanson a refait surface en 2005, à la mort de la fille du chanteur de La Selecta, Sammy Marrero, qui avait reçu une balle perdue dans une discothèque de reggaeton.
Sammy Marrero a alors rechanté cette chanson lors d'un concert hommage de la Selecta, quelques jours immédiatement après sa mort.

## Fin de carrière
En 1978, Raphy Leavitt découvre un jeune chanteur, Tony Vega.
Dans les années 1980, Raphy Leavitt se convertit en producteur indépendant, et produit deux albums pour Bobby Valentín, sur le label de celui-ci, Bronco. 
Dans les années 1990, il fonde son propre label, RL Records (ses initiales) sur lequel il sort l'album Provócame.
Le 2 mai 1992, à Madrid, La Selecta célèbre son 20e anniversaire en invitant sur scène El Gran Combo de Porto Rico, Roberto Torres et Johnny Pacheco.  
Ils enchainent sur une tournée européenne en 1993, qui débute en Espagne, et passent par l'Allemagne, la Suisse, l'Italie et la France.
Raphy Leavitt a reçu Le Buste d'or Hernandez Rafael pour ses compositions "Payaso", "Soy Jibaro" et "La Cuna Blanca".
Le 21 juin 2002, La Selecta a donné un concert pour son 30e anniversaire à l'amphitéâtre Tito Puente de San Juan avec la participation du chanteur Andrés Jiménez, des reggaetoneros Héctor y Tito, du joueur de cuatro Eligio “Prodigio” Claudío, du guitariste Manolo Sastre et de la compagnie de théâtre “Agua, Sol y Sereno” de Pedro Adorno.
En 2003, Raphy Leavitt et La Selecta ont donné un concert pour leur 30 ans de carrière au Centre des Beaux-Arts A. Luis Ferre à San Juan, où le groupe a reçu le prix du "Meilleur album Salsa de l'année." 
L'événement a été retransmis sur une émission de télévision spéciale intitulée «Raphy Leavitt y su Orquesta La Selecta: 30 ans d'histoire musicale"

## Artistes ayant repris La Selecta
Certaines chansons sont devenues des classiques reprises par de grands artistes dont, entre autres, Gilberto Santa Rosa : Payaso et Jíbaro Soy, Manny Manuel : "Payaso", Marc Anthony : Jíbaro Soy, Daniel Santos : Payaso et Jíbaro Soy, Kevin Ceballo : Jíbaro Soy, “Prodigio” Claudio : La Cuna Blanca (instrumental), La Perfecta de la Martinique : Jíbaro Soy (https://www.youtube.com/watch?v=SRxfPf4a-_I)...